# Horodîșce, Bilovodsk
Horodîșce (în ucraineană Городище) este localitatea de reședință a comunei Horodîșce din raionul Bilovodsk, regiunea Luhansk, Ucraina.

## Demografie
Componența lingvistică a localității Horodîșce
     Ucraineană (87,73%)
     Rusă (12,1%)
     Alte limbi (0,17%)
Conform recensământului din 2001, majoritatea populației localității Horodîșce era vorbitoare de ucraineană (87,73%), existând în minoritate și vorbitori de rusă (12,1%).